# Ariel Osvaldo Torres
Ariel Osvaldo Torres (Chaco, 1968) es un periodista especializado en rock de Argentina

## Trayectoria
Entre los años 1993 y 2001 fue redactor en diversas publicaciones de Editorial Magendra, como Pelo, Metal y Generación X. También publicó notas y reportajes en el diario The Buenos Aires Herald y en las revistas Madhouse y Arde Rock & Roll. Además de publicaciones de Argentina, también escribió en Slammin' y Planet Metal, de Brasil. 
En radio pasó por programas de FM La Tribu, FM La Boca y AM 530, La Voz de las Madres de Plaza de Mayo. 
Publicó cuatro libros biográficos. El primero, del año 1998, dedicado al grupo brasileño de heavy metal Sepultura, se tituló "Embajadores del tercer mundo" y se editó en España a través de Editorial A la Caza de Ñu. El segundo, dedicado al grupo Marilyn Manson, se tituló "El abogado del diablo" y fue publicado en 2001 por Editorial Distal de Argentina. En 2008 y de edición independiente, Ariel Osvaldo Torres lanzó El perro cristiano, la biografía del músico argentino Ricardo Iorio, y que constituye su primera biografía autorizada.
En 2015, Torres editó en forma independiente "Hacia el avión de los uruguayos", libro en el cual relató sus experiencias en los viajes que realizó a la cordillera de los Andes, al lugar donde en 1972 cayó un avión que transportaba en su mayoría a jugadores de rugby y que dio origen al libro y a la película "¡Viven!". En 2020, siguiendo con la línea de obras relacionadas al accidente de los Andes, lanzó "Corazón de arriero", la biografía oficial de Sergio Catalán, el arriero chileno que socorrió a los sobrevivientes uruguayos.
Desde 1970 reside en Buenos Aires, Argentina, donde trabaja en el ámbito privado.